# Fudzsikavagucsiko

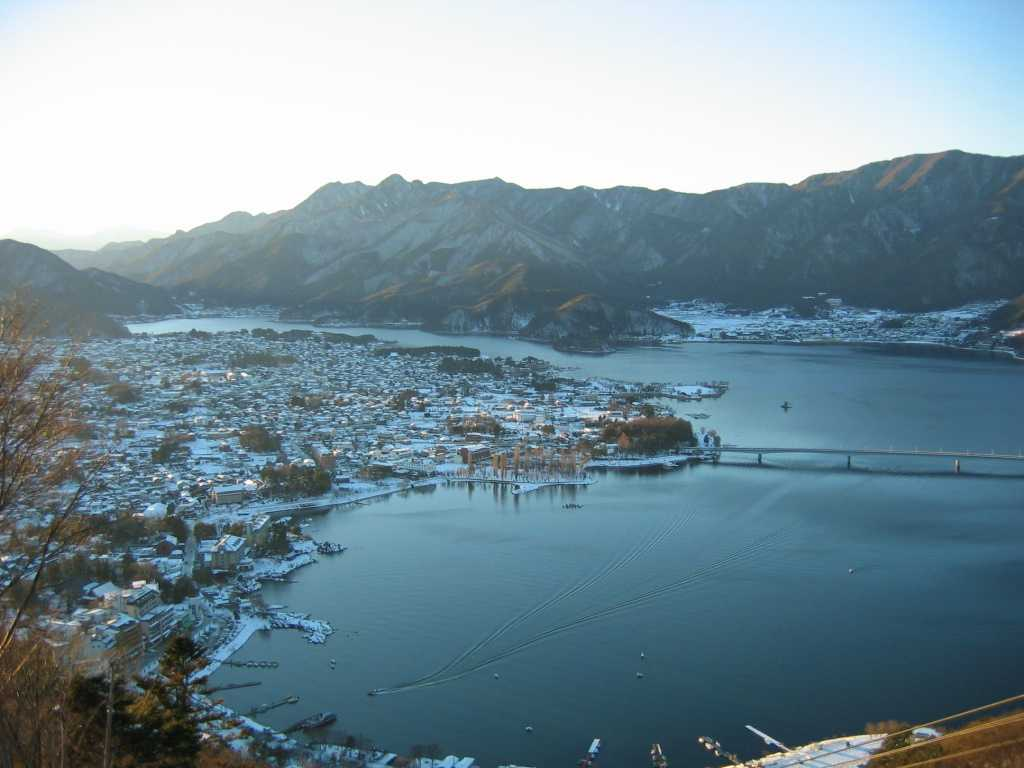
A város látképe télen.

Fudzsikavagucsiko (japánul 富士河口湖町) japán város Jamanasi prefektúra Minamicuru kerületében. A város a Kavagucsi tó partján fekszik, ami a Fudzsi öt tavának egyike. 2003-ban a településen 23 097 fő lakott, a népsűrűség 247,56 fő volt négyzetkilométerenként. Fudzsikavagucsiko területe 93,3 négyzetkilométer.

## Népesség
Fudzsikavagucsiko népessége az elmúlt években az alábbi módon változott:
| Lakosok száma | 25 471 | 25 329 | 25 495 |
|               | 2010   | 2015   | 2021   |